# Myzomela pulchella
Myzomela pulchella là một loài chim trong họ Meliphagidae.